# 乳牛

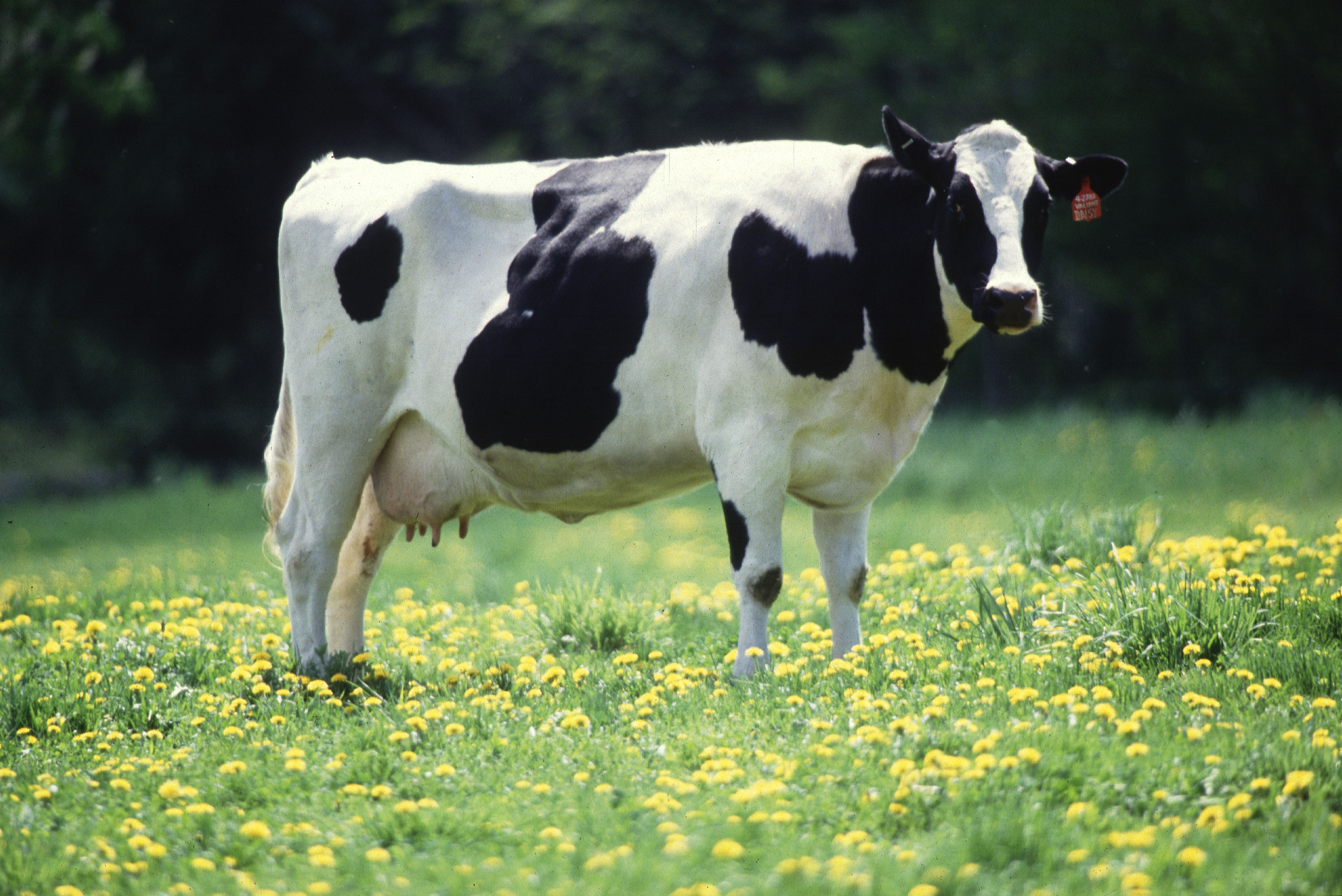
ホルスタイン種の雌牛。乳房が発達している

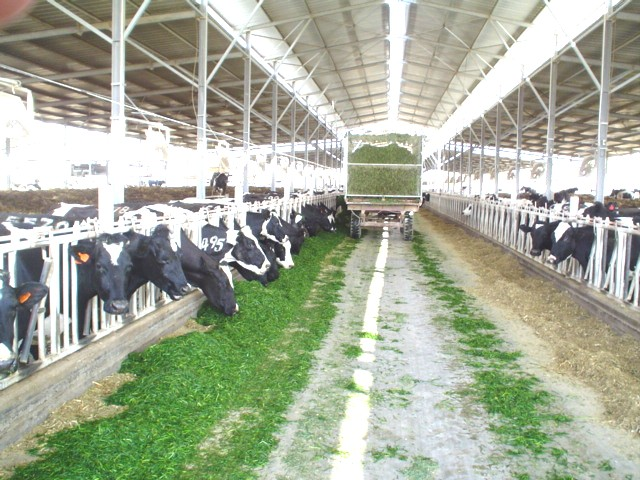
乳牛の飼育場。イスラエルのキブツ、レヴィヴィムにて

乳牛（にゅうぎゅう）あるいは乳用牛（にゅうようぎゅう）は、家畜化された牛のうち、特に乳の出る量が多くなるように品種改良された牛のこと。日本ではホルスタインがよく知られている。
「乳を出す種類の牛」が存在するわけではなく、乳牛が乳を出すのは、ほかの哺乳類同様出産後である。よって牛乳生産のために、計画的な人工授精と出産が人為的に繰り返される。
乳量の増加に特化した育種改変が行われてきた結果、1975年には一頭当たり4,464kgであった年間乳量は、2016年には8,526kgまでに増加した。中には年間乳量20,000kgのスーパーカウ（ホルスタイン）も報告されている。このことは、生産性の向上とともに、後述する乳牛の職業病ともいえるさまざまな病気をもたらした。泌乳量が上がるにつれ乳牛の体型も大型化しており、1991年の牛と2021年の牛の平均体重には30kgの遺伝的差異がある。

## 品種
- ホルスタイン種
- ガンジー種
- ジャージー種
- エアシャー種
- ブラウンスイス種（英語版）
- 草原紅牛

## 乳牛の一生

### 子牛
酪農における出産直後に母子分離される。引き離しは、生乳を早く生産ラインにのせるという牛乳販売の有利性、母子絆形成後の母子分離ストレスの軽減などから、酪農では出産直後の母子分離が確立している（親子の引き離しも参照）。産まれた子牛が雌ならば乳牛として飼育される。雄の場合は、肉牛として肥育するために肥育農家などに販売されるか、種付け用に飼育される。まれに子牛肉として飼育されることもある。出産後すぐは母牛から搾乳した乳（初乳）が人間の手で与えられるが、その後は母乳から代用乳（粉ミルク）への切り替えが行われる。自然界では哺乳期間は6か月と緩やかだが、酪農では牛乳資源の確保や飼料費の節減（代用乳は配合飼料や乾草より高い）などの理由から、6～8週で、濃厚飼料（配合飼料）や乾草への切り替えがおこなわれる。
産まれた雌子牛の多くは、つなぎ飼いか単頭飼いのストール（囲い）で飼育される。2014年の国内調査によると、子牛の25.0%がつなぎ飼い、50.9%が1頭での単飼となっている。動物福祉の観点から子牛のつなぎ飼いや単飼に規制を設ける国もある。例えばカナダでは牛舎で子牛を繋ぎ飼いすることを禁止する。また生後4週齢以降の単飼を禁止する。EUは、理事会指令で子牛の繋ぎ飼いを禁止、生後8週齢以降の単飼を禁止する。しかし国内での規制はない。

### 育成牛
離乳からはじめて子牛を産むまでの期間は育成牛と呼ばれる。本来牛が成牛に達するのは生後3年ほどだが、酪農業では生後14か月 - 16か月ほどで人工授精が行わわれる。妊娠後、約9か月で分娩する。牛舎内で飼育される牛は運動量が少ないため、自力で出産することが困難であり、人の介助が必要であることが多い。寒冷地域での分娩では、畜主の監視外での自然分娩によって出生子牛が凍死することも少なくない。

### 搾乳牛
出産後約300日間搾乳される。出産しなければ乳は出ないので、常に搾乳できる状態にしておくために、出産後2か月ほどで次の人工授精が実施される。日本での搾乳牛の主な飼養方法は72.9%が繋ぎ飼いであり、牛を運動場などに放していない農家は72.5%にのぼる。自然放牧は1%程度である。
乳牛は出産後約1年間乳を出し続けるが、次の出産前の約60日間、搾乳を中止する乾乳が行われる。乾乳とは搾乳を中止することである。急に搾乳が停止されること、乾乳期は群れ分け（再編成）されることなどから乾乳は牛にとってストレスとなる。60日間の乾乳が推奨されているのは、乾乳期間が60日の時に、次の泌乳期の乳生産が最大となることを示した昔の研究から確立されたものである。しかしながら乳牛の高泌乳化にともない、多くの牛は分娩60日前で20kgの乳生産があるため、この状態での乾乳は乳房炎リスクとなる。
乳の泌乳量は3-4回目の出産後がピークであり、その後徐々に泌乳量は減少し、繁殖力も下がっていく。生産性が落ちると屠殺される。牛の寿命は20年ほどだが、乳牛として畜産利用される場合は5-6年と短い。近年、日本の乳牛の平均除籍（乳牛としての供用が終了すること）産次数は3、4産程度に低下している。除籍後は別の農家に売られて肉質を上げるために「飼い直し」されることもあるが、多くの場合は「乳廃牛」となり屠殺される。

## 飼養管理と動物福祉上の課題

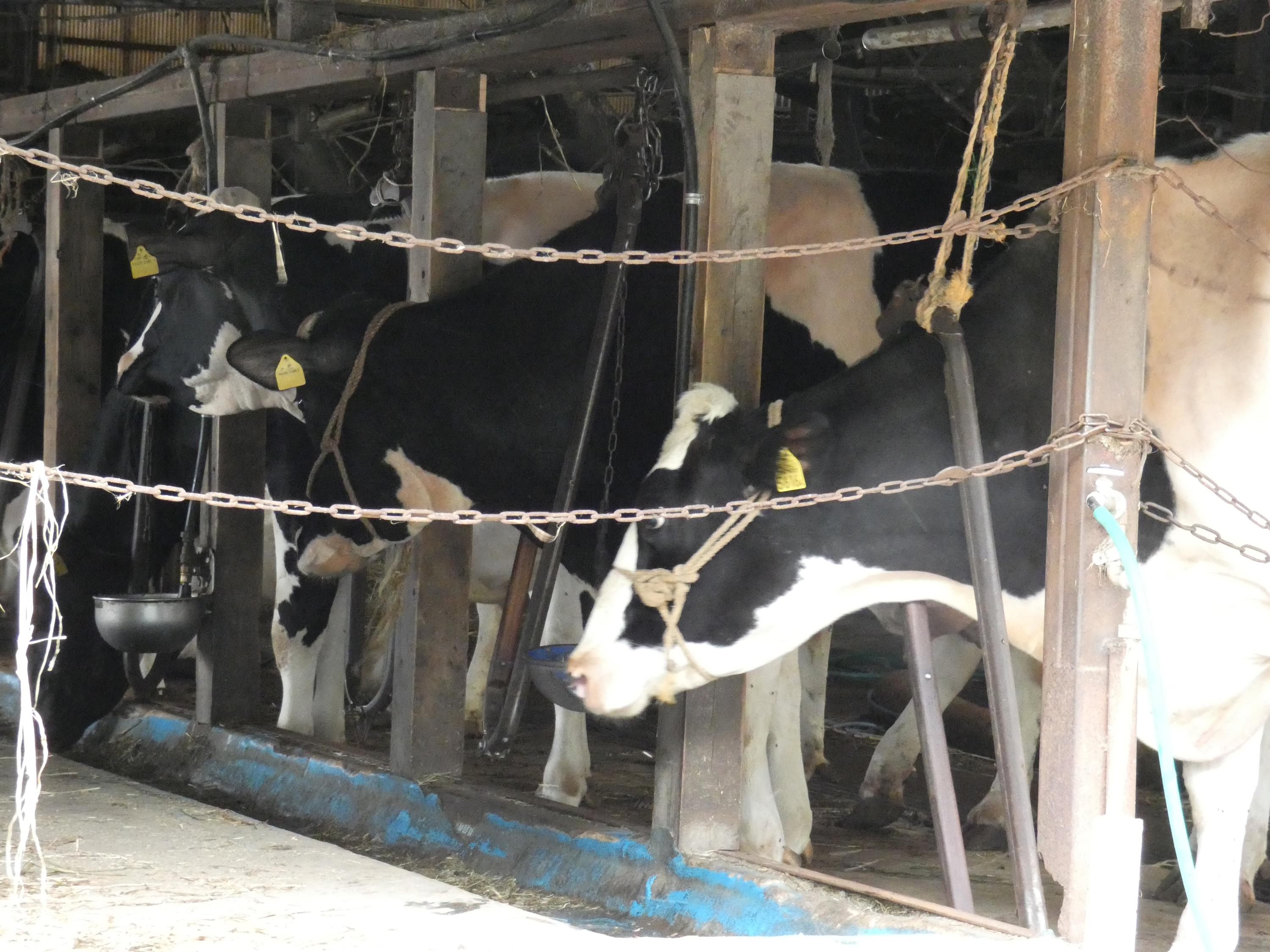
2019年日本の酪農場 スタンチョンを利用した繋ぎ飼育

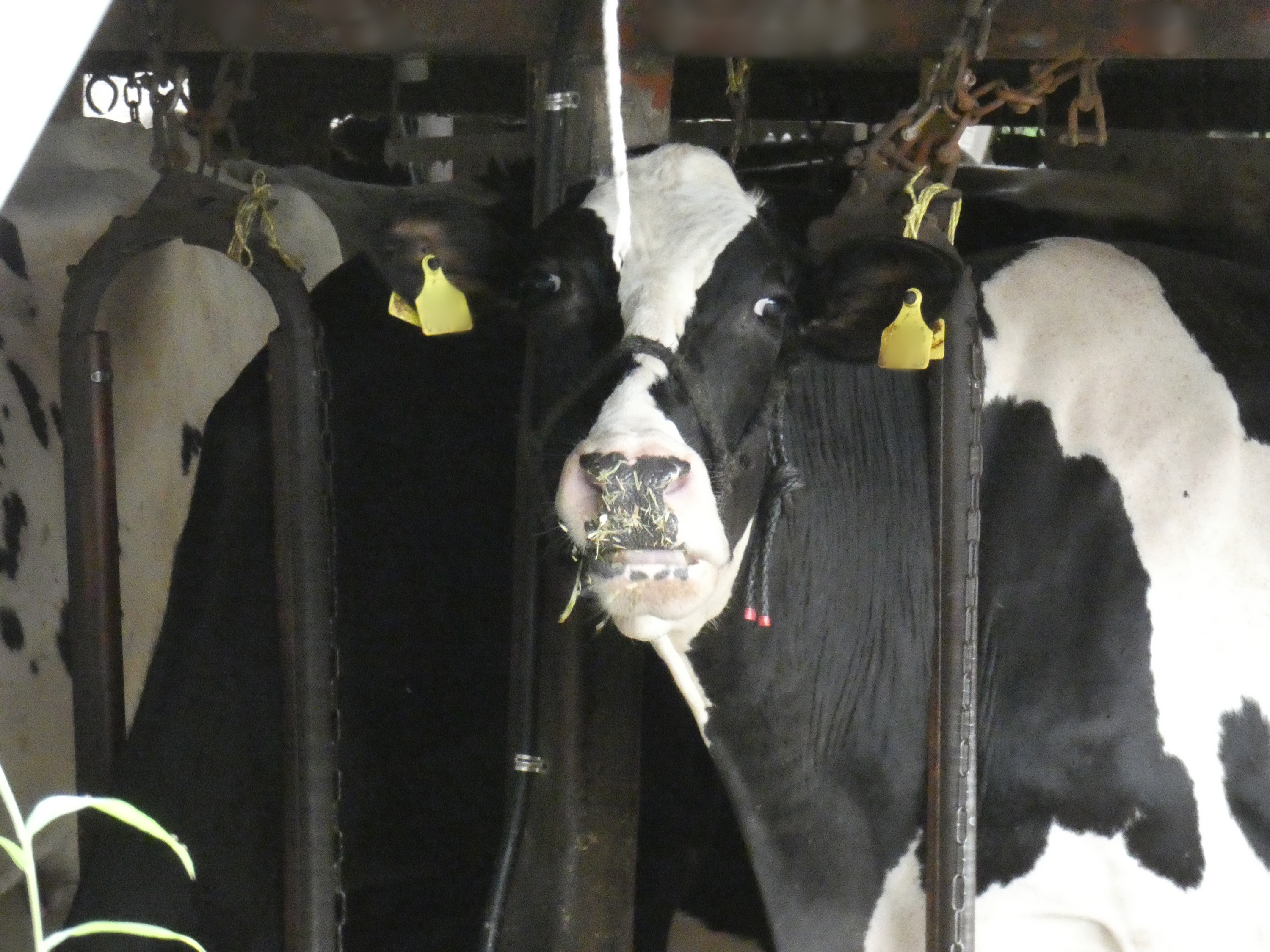
2019年日本の酪農場 スタンチョンを利用した繋ぎ飼育2

### つなぎ飼い
日本の酪農場の6-7割の乳用牛が、スタンチョンやチェーン、ヒモなどででの繋ぎ飼育だと推定される。繋ぎ飼育では前後左右に数歩しか動けないため、この飼養方法は動物福祉上の問題リスクが高まると国際獣疫事務局（OIE）の乳牛動物福祉基準に記載されている。約700kgの体重を支える脚には運動が必要不可欠であり、つなぎ飼育は、跛行や飛節周囲炎、乳房炎、難産などのリスクが高くなることが知られる。しかしながら国内酪農業界は繋ぎ飼いの規制に反対の立場をとっている。
ヨーロッパではつなぎ飼いへの規制が進んでおり、アニマルウェルフェアの広がりから、世界100カ国ほどで酪農機器を販売するスウェーデンの大手メーカーが、つなぎ牛舎用の製品の販売を終了するなど、つなぎ飼いは縮小している。またオーストラリア最大の小売店ウールワースのように、乳牛の繋ぎを年間120日、一日6時間以上乳牛を放牧することをアニマルウェルフェア目標として設定（2022/2023年における達成率95％）しているような企業もある。
英国では繋がれた牛は最低一日一回は繋ぎから解放されなくてはならないとされている。オーストリアやスイス、スウェーデンでは一定期間の放牧が法律や条例などにより定められている。デンマークでは繋ぎ禁止令が2027年に施行される。それまでは繋留牛群では夏季の放牧が義務付けられている。カナダの酪農家が遵守すべき規制「乳牛の世話と取り扱いに関する実施規範」では、2027年4月1日以降、牛の繋ぎ飼育は禁止される。デンマークは牛の繋留を段階的に廃止するという行動計画を定めている。
EU最大の酪農国であるドイツにおける、最大の酪農協・乳業であるDMK Deutsches Milchkontorは、2025年までに繋ぎ飼いを廃止するという目標を掲げている。またドイツでは畜産業界の自主基準（ITW）において、乳牛の常時係留を禁止し、年間120⽇以上の運動が求められている。

### カウトレーナー
作業負担軽減と衛生面向上の目的で、牛の背中の上に電流が流れる道具が設置されることがある。牛は排尿姿勢をとるとき背を丸めるため、その動きを利用し排泄物を定位置に落とさせる方法である。調査によると国内では4割の酪農場でカウトレーナーが使用される。別の調査ではカウトレーナーの常時使用が24.6%、慣れるまで使用が9.1%という結果となっている。一方でこのような方法は動物福祉に反するという声もある。

### 親子の引き離し
自然哺乳による旧来の飼育法では、子牛が自然に離乳するのは、5-6ヶ月齢あるいは6-8ヵ月とも言われている。しかし現代酪農では、多くの場合、子牛は産まれてすぐに強制的に母牛からひき離されるため、母子ともに大きなストレスとなることから、近代ではアニマルウェルフェアの課題とされるようになっている。母子の早期分離の理由には、牛乳を早く生産ラインにのせるため、母子絆形成後の分離ストレス軽減のため、授乳をさせないことで母牛に早く次の発情をこさせるため、搾乳機での乳量減少を防ぐため（子牛に乳を吸われた母牛は、子牛に吸われることに反応して乳を出すようになる）などがある。
子牛は、乳の摂取量が十分で栄養学的に問題がない場合でも、吸引行動への欲求が継続する。すなわち子牛の吸引行動は強い行動欲求である。自然哺乳の場合、子牛は一時間に6000回、母牛の乳頭を吸うと言われており（母乳の吸入とおしゃぶりを含む）、それを阻害する親子の引き離しは、様々な動物福祉の問題を引き起こす。引き離しによる母牛のストレスは数値に現われ、心拍数の急激な増加、反すうの減少、睡眠障害、そしてストレス指標の一つと言われている目の白い部分の増加が確認される。子牛もまた引き離し時の心拍数が急速に増加する。引き離された子牛は、栄養学的に満足できる状態であっても、吸引行動への欲求はなくならず、その欲求は、柵の突起物やほかの子牛の耳や包皮を吸うという異常行動に転嫁される。他個体吸入の発生率は、人工哺乳の子牛のほうが、自然哺乳の子牛よりも5.5倍多く、人工哺乳の子牛による他個体吸入の約80％が子牛の鼠径部（特に乳房または陰嚢）に向けられた。引き離されず、母牛から乳を吸うことができる子牛は、他の子牛のへそを吸うという異常行動が防止され、3週間にわたって下痢の発作が減り、消化機能が改善される。また、母牛の舐め行動により子牛の皮膚の微生物数は70-90％減少する。母牛との同居により子牛の社会行動の発達はよくなり、子牛の増体はよく、その後の乳生産性も高まる。

### 除角
日本の酪農においては9割弱で除角が実施されていると推定される。生後3か月以上での除角が4割を超えるが、動物福祉の観点からは生後2か月以内が望ましいとされる。除角された子牛の苦痛は3週間続くと言われ大きなストレスとなることから、世界動物保健機関（WOAH）の陸生動物衛生規約の動物福祉コードの該当の章には「除角を行う時には麻酔と鎮静剤の使用を強く推奨する」と記載されている。日本のアニマルウェルフェア指針にも「獣医師等の指導の下、牛の種類と飼養方法にとって最適な、可能な限り苦痛を生じさせない時期と方法を選択する。また、必要に応じて獣医師による麻酔薬や鎮痛剤の投与の下で行う」とされている。しかしこの指針は法規制ではないため、日本における乳用牛の除角では、85.1%で麻酔が使用されていない。
除角には角が発達し、頭蓋骨に付着した後に行う「断角（dehorning）と、角がまだ萌芽の段階で行う摘芽（disbudding）とがあり、摘芽のほうが苦痛が少ないとされる。しかしながら摘芽の苦痛も大きいため、摘芽実施時には麻酔を必須とする国もある。摘芽には薬品（ペースト）を使用する場合と、焼き鏝などで熱焼灼する場合の、主に二通りがある。ペーストよりも熱焼灼のほうが子牛の苦痛は少ないとされているが、どちらがより福祉的かはまだ結論が出ていない。日齢問わず摘芽実施時の麻酔を義務付ける国もあるが、何日齢以降での除角のみ麻酔を義務付けるとする国もある。しかしより日齢の低い牛ほど痛みに敏感なことが示唆されており、こういった日齢に応じた麻酔薬の有無に対して疑問も呈されている。

### 断尾
尻尾を振り回し糞尿が飛び散るので汚いという理由から乳牛ではゴムリングで尾の血流を止め落下させるといった断尾が一部で行われている。尾の切断は牛の生活に支障をきたし（サシバエなどを追い払うことができなくなる）、乳量低下に繋がるほか、切断部の慢性的な疼痛、神経腫形成や術後感染のリスクといった問題も生じる。2015年の畜産技術協会の調査では7.5%の農場が断尾を実施しているという結果であったが、この割合は2008年の同協会の調査でも同じであった。米国4州では日常的な乳牛の断尾は州法で禁止されており、違反者には拘留や罰金といった罰則が規定されているが、日本国内での規制はない。

### 舌遊び
口の外に舌を出しぐるぐると動かすという、異常行動の一種である。これは牛自身が草を探して舌で巻き取り摂食するという本来の摂食行動欲求を、現代の集約畜産下では満たすことができなくなったことや葛藤、牛の欲求や好奇心が満たされていなかったり、繋がれたままで運動が出来ないといったことで起こる。

### 屠畜
供用年数は農家や個体により様々だが、経済効率が悪くなると乳廃牛となりと畜場へ出荷される。搬入時に何らかの要因によりトラックの荷台から降りない牛は尾を捻り上げたりスタンガンを何度も押し当てられることがある。また、2011年の北海道帯広食肉衛生検査所などの調査では牛の飲水設備のないと畜場は50.4%にのぼる。こういった状況は、日本が批准する国際獣疫事務局（OIE）の動物福祉指針に反するものとなっている。家畜の飲水設備設置に関しては厚生労働省から都道府県へ「と畜場の施設及び設備に関するガイドライン」が通知されており、新設及び改築等が行われる場合には獣畜の飲用水設備が設定されていることとの記載があるが、達成時期は未定である。

### 濃厚飼料の多給
濃厚飼料の多給は動物福祉的に問題視されている。牛は粗い植物を餌として生活するように進化した生き物である。しかし酪農では生産性を高めるために炭水化物を多く含んだ濃厚飼料が多給される。このことは蹄病を増加させたり、乳牛の代謝機能に負の影響を与えたりする。

## その他管理方法

### 削蹄
削蹄とはひづめを削ること。放牧がおこなわれていない酪農産業では必須で、日本の乳牛の96%で削蹄が行われている。
自然放牧の牛は採餌のため1日11時間も歩くことがありひづめはしっかりと割れ、擦り減っていく。しかし、牛舎内での飼育ではほとんど歩かないため、ひづめが伸び放題になる。ひづめが伸びすぎると巨体を支えられなくなったり、踏んばることができなくなる。また糞尿で滑りやすくなったコンクリート床の上で転びやすくなる。このため定期的に年に1-4回削蹄を行う必要がある—中洞正『黒い牛乳』

### 開脚防止バンド
滑りやすい床での股裂け防止や起立不能の牛などには、一定間隔以上脚が開かないように後ろ脚の左右を繋ぐバンドが取り付けられる。またこれは脚癖の悪い牛にも使われることもある。

### 鼻環
農業機械が普及する昭和30年代頃までは畑仕事や荷運びなどの力仕事に牛は欠かせない労働力であったため、鼻環は農作業の際の牛のコントロールに役立つ物だった。また共進会などの場では鼻環がある方が格好が付くという側面もあり、現在も鼻環を付けている牛はいるが、必ずしも必要なものではなく使用しない農家もある。鼻環は痛みで牛を制御するものであるため、牛が人を避けやすくなるというマイナス面もある。

## 乳牛の生産病
現在の乳量ののびは、おもに遺伝的改良（育種）によるものである。しかし泌乳能力向上は健康状態の悪化も引き起こす。暑熱への耐性も低くなり、熱署による死亡は増加している。また、泌乳牛の初回授精受胎率は1990年に50%、2005年には40%と減少していることから乳牛の健康状態の悪化が懸念されている。家畜共済事業統計（2011年度：北海道NOSAI）によると、成乳牛の病傷率は95%と高いものになっている。

### 跛行
肢の痛みで歩くことが困難になること。跛行は牛に苦痛と不快感を長期的に与えるため、重要な動物福祉の課題となっている。
跛行はその苦痛の高さから、イギリスでは乳牛の蹄病による跛行を重大な虐待と捉え、非難の対象となっている。OIEの陸生動物衛生規約の動物福祉コード「動物福祉と乳用牛の生産システム」の章では、跛行のスコアリングが推奨されている。また、跛行はアニマルウェルフェア上の問題になるだけでなく、農場の純収益を最大で17%減少させる可能性もある。
乳牛の跛行発生率は20-50％と報告されている。日本装削蹄協会の予備調査によると乳牛の35%になんらかの蹄病の症状がみられるという。諸外国における乳牛の跛行率は、イギリスで 36.8%、スイスで 14.8%、米国北東部で 54.8% とされる。
蹄を痛める要因として、コンクリート床での飼育があげられる。牛は本来、コンクリートではなく牧草地のような柔らかい場所を歩くように進化してきたので、草地に出る機会を与えないと牛の跛行は増加する。また牛舎内での過密飼育も要因となる。牛の足は硬い蹄という靴をはいた状態になっており、その中には蹄骨が葉状層と真皮層に包まれている。自分の横臥する場所のない狭い牛舎の中で起立時間が長くなると、そこが炎症を起し、充血と疼痛を伴うようになる。また、乳量増加を目指して行わてきた育種も、跛行の要因と言われている。高泌乳牛は出産後エネルギー不足になりやすく、濃厚飼料が多給されるが、それにより趾皮膚炎が増加する。趾皮膚炎は跛行を引き起こす。

### 飛節周囲炎（関節炎）
舎飼い経産牛に多く、行動を制限されるつなぎ飼い牛舎でよくみられる症状である。不自然な姿勢で寝起きを繰り返すことで皮膚に擦り傷ができ、そこから細菌感染する。悪化すると潰瘍化したり膿瘍を形成したりする。飛節周囲炎の疼痛で牛は跛行し次第に痩せ細る。

### 乳房炎
乳房に細菌が入り、この細菌を排除しようとする防御反応で、炎症を起こしてしまった症状をいう。細菌の種類や牛の健康状態によって軽度なものから重度なものまで症状はさまざまである。大腸菌性乳房炎にり患した場合、発熱や脱水、食欲の低下などの全身症状を示し、感染乳房は強い痛みと熱感を伴い腫脹する。症状が重篤な場合、泌乳停止や起立不能となり、死亡に至る。
乳房炎は乳牛の身近な病気のひとつであり、平成28年度の乳用成牛の病傷事故では、泌乳器病は実に45%と最も多く、その大部分は乳房炎となっている。また死廃事故では、乳房炎は心不全、脱臼および筋損傷に次いで多く、約10%を占める
飼育環境が不衛生であること、牛の健康状態が悪いことが原因としてあげられており、過搾乳になりやすく環境にデリケートな高泌乳の牛ほど乳房炎になる確率が高い。
予防として、毎日搾乳する。包括的乾乳牛療法（乳房炎を予防するために乳房に抗生剤を定期的に注入する措置を、次の出産に備えて泌乳を止めている2、3か月の間に、飼われている全ての乳牛が受けること）は一部の有機農家を除いてヨーロッパで広く行われており、乳牛は年に2回この措置を受ける。しかし、抗生剤の頻繁な使用は耐性菌の発生確率を高める。

### ルーメンアシドーシス
ルーメンアシドーシスは第一胃過酸症ともいわれ、四つある胃のうち飼料を微生物で分解する働きのある第一胃（ルーメン）の酸性度が上昇することをいう。牛が本来食べる粗飼料が不足し濃厚飼料が多給されることが原因となっている。高泌乳の牛ほど分娩後にエネルギー不足に陥りやすく、急激な濃厚飼料の給餌が行われるため、ルーメンアシドーシスになりやすい。ルーメンアシドーシスは万病の元とも言われており、第四胃変位、繁殖障害、跛行などさまざまな病気をもたらす。

### 第四胃変位
第四胃変位は、ガスがたまった第四胃が膨張し、第一胃と腹壁の間に第四胃が移動してしまうことをいう。高泌乳牛群に多い傾向があり、その発生率は 3～15%に及ぶ。第四胃変位の要因として、飼育環境の悪さ、分娩ストレスなどが考えられている。また牛が本来食べる粗飼料ではなく濃厚飼料が多給されることも要因とされており、年々増加する濃厚飼料の給餌に比例して第4胃変位多発の傾向にある。

## 乳牛の安全
- 日本において、肉用牛にされた乳牛がBSEを発症した問題により、草や穀物以外の肉骨粉などもエサとされていることが明らかになったことで、何をエサとして育てられたかなどの食の安全にかかるトレーサビリティが確立された。

- rBST（遺伝子組み換え牛成長ホルモン、牛ソマトトロピン）は乳の分泌を促進する効果があるが、雌牛の健康を害する副作用がある。rBSTを使用して生産された牛乳は有機農産物の認可を受けられない。現在rBSTは日本では使用認可されていないが、認可されている国からのrBSTを使用して生産したチーズや原乳の輸入は規制されていない。

### 狂牛病
正式名称は牛海綿状脳症（BSE）。BSEプリオンと呼ばれる病原体に牛が感染した場合、牛の脳の組織がスポンジ状になり、異常行動、運動失調などを示し、死亡するとされている。BSEに感染した牛の脳や脊髄などを原料としたえさが、他の牛に与えられたことが原因で、英国などを中心に牛へのBSEの感染が広がり、日本でも平成13年9月以降、平成21年1月までの間に36頭の感染牛が発見された。